# Cephalosphaera usambarensis
Cephalosphaera usambarensis är en tvåhjärtbladig växtart som beskrevs av Otto Warburg. Cephalosphaera usambarensis ingår i släktet Cephalosphaera och familjen Myristicaceae. Inga underarter finns listade i Catalogue of Life.